# Murrayon stellatus
Murrayon stellatus är en djurart som tillhör fylumet trögkrypare, och som beskrevs av Guidetti 1998. Murrayon stellatus ingår i släktet Murrayon och familjen Macrobiotidae. Inga underarter finns listade i Catalogue of Life.